# Svend Fournais
Svend Fournais (21. maj 1907 i Brønshøj – 24. januar 1984 i Kongens Lyngby) var en dansk modernistisk arkitekt, bl.a. kendt for en række brutalistiske bygninger.
Fournais var søn af direktør Peter Wilhelm Fournais og sekretær Anna Marie Nielsen, blev student fra Herlufsholm 1926 og tog afgang som arkitekt fra Kunstakademiets Arkitektskole. Fra 1936 havde han egen tegnestue fra 1936. Han blev gift 20. juli 1940 i København med Inge Margrethe Andersen (født 8. januar 1918 smst.), datter af stud.polyt. Aksel Andersen og Anna Marie Frandsen. De fik sønnen Peter Fournais, der også blev arkitekt, og som 1970-1984 var i kompagniskab med faderen, Svend Fournais.
Svend Fournais' speciale blev boligbyggeriet i alle dets former, og på dette område var han særdeles produktiv og fik sin del af efterkrigstidens mange boligopgaver. Han byggede både etagehuse, højhuse og tæt-lav-bebyggelser. Han har tegnet henved 15.000 boliger i etage-, række-, gårdhuse og over 500 enfamiliehuse, samt industri- og kontorhuse. Mange af opgaverne kom fra tømrermester Aage V. Jensen, som Fournais var fast arkitekt for.
Han var også optaget af hotellet som opgave. Han beskrev fænomenet således i Arkitekten i anledning af hans design til Hotel Richmond: "Et hotel er en morsom opgave især i starten, hvor man på tegnebordet fantaserer sig til det formodet ideelle -".
Han er begravet på Mariebjerg Kirkegård.

## Værker i udvalg
- Ejendommen med 2×6 lejligheder, Bjørnsonsvej 45 A og B (1937-38; civilingeniør: Frode V. Nyegaard) (Bydelsatlas for København: bevaringsværdige i kategori 4)
- Villa, Lundely 9, Hellerup (1939, vinduer ændret)
- Sorgenfri Haveby, Kgs Lyngby (1941, 26 Dobbelthuse på Gartnerhaven og Gartnersvinget)
- Villa, Vedbendvej 10, Hellerup (1946). Huset fremstår originalt. (Anført bevaringsværdig af Gentofte Kommune i 2013 i henhold til lokalplan 346)
- Villa, Nøkkerosevej 52 A og B, Emdrup (1947). Huset fremstår næsten originalt. En havestue er bygget på mod havesiden.
- Egen villa i Gentofte
- Hotel Richmond, Vester Farimagsgade 33, København (1950)
- 93 rækkehuse, Virum Haveby, Bredevej, Bredesvinget, Fyrrevang, Æblekrogen og Uglevangen, Virum (1952-54)[1]
- Rækkehusene Søborg Have, Fremtidsvej 29-41 og 30-68 samt Kontorvej 37-77 og 36-58, Søborg (1953)[2]
- Trægården i Roskilde, (1953)
- 11 rækkehuse, Parcelgården eller Dronninggård Hvide By, Søllerød (1954-55)[3]
- Rækkehuse i Kildevænget, Østerbro, København (1960)[4]
- 3-4-etages boligblokke, Kildevang, Strandvejen 272A-278A, Skovshoved (1960-62, sammen med Hans Ole Christiansen og Ammentorp & Haubroe)
- Buddinge Centret, Søborg Hovedgade 199-217, Søborg (1962-64, sammen med Hans Ole Christiansen)
- Hotel Medi, Rådhusstræde 8, Ikast (1963)
- 4 boligblokke, Postfunktionærernes Andels-Boligforening Vinkelhusene, Vinkelhuse 1-53, ved motorvejen i Tårnby (1963)
- 2 bolighøjhuse, Bagsværd Hovedgade, Bagsværd (1968, sammen med E. Kirk)
- Arbejdernes Tekniske Skole, nu Københavns Tekniske Skole, Marielundvej 44, Herlev (1968, 1973)
- Tuelandsvænge for Arkitekternes Pensionskasse, Kongelundsvej 59A-71C, Amagerbro (1969)[5]
- Højhus med ejerlejligheder, Jagtvej 213-215, Østerbro (1972)[6]
- Kofoeds Skole, Nyrnberggade 1, Amagerbro (1974)
- Hotel Hvide Hus, Strandvejen 111, Køge (1967)
- Hotel- og butiksejendom, fra 1969 plejehjemmet Dorthe Mariehjemmet, Rødovrevej 301-125, Rødovre(1968)[7]
- Hotel Hvide Hus, nu Hotel Maribo Søpark, Vestergade 29, Maribo (1968)
- Kontorhuse for Højgaard & Schultz og K. Hindhede
- Restaurering af Brøstes Gård, Christianshavn
- Administrationsbygning for Siemens A/S, Borupvang 3, Ballerup (1974-75, sammen med Peter Fournais og Ole Brandstrup-Jensen samt Siemens' tyske arkitekt Werner Schäfer)
- Slotsgården, Pile Allé 5, Frederiksberg (1975)
- Enfamiliehuse i Studiebyen, Langebjergvej, Humlebæk (1980)
- Ombygning af Ørehøj til ejerlejligheder, Ørehøj Allé, Hellerup (1980)